# Lego Star Wars: The Video Game
A Lego Star Wars: The Video Game egy Lego témájú akció-kaland videójáték a Lego Star Wars szettek alapján. 2005. március 29-én adták ki először, és egy videójáték adaptálása a Csillagok háborúja előzmény trilógiájának: Baljós árnyak (1999), A klónok támadása (2002) és A Sith-ek bosszúja (2005). Emellett még van egy bónusz pálya is az Egy új remény (1977) alapján.
Ez az egyetlen Traveller's Tales által fejlesztett Lego videójáték, amit mindenki számára ajánlottnak minősítettek az ESRB alapján konzolokra. A későbbi játékokat mind E10+-nak minősítették.
A Traveller’s Tales fejlesztette Xboxra, PlayStation 2-re és Microsoft Windows-ra; illetve a Griptonite Games fejlesztette a Game Boy Advance verziót. Ezeket a verziókat 2005 áprilisában adták ki. A macOS verzióját az Aspyr adta ki 2005 augusztusában. A GameCube verzióját 2005. október 25-én adták ki. Az összes verziójának az Eidos Interactive és a Giant Interactive Entertainment volt a kiadója, a licencet pedig a LucasArts biztosította.

## Játékmenet
A Lego Star Wars: The Video Game játékmenete családi játszásra irányul, és nincs benne játék vége. Minden egyes pálya egy-egy jelenetet ragad ki a filmekből, melyekben a megadott karakterekkel tud játszani maximum kettő játékos. Ha odamegyünk egy másik barátságos karakterhez, át tudunk váltani arra a karakterre; és ez a művelet nélkülözhetetlen ahhoz, hogy használjuk másik karakterek képességeit, hogy megoldjunk különböző rejtvényeket. Lego érméket, amik a játék valutájaként szolgálnak, lehet gyűjteni azáltal, hogy megtaláljuk azt, szétütünk vagy használjuk az Erőt bizonyos objektumokon vagy ellenfelek elpusztításával. A játékosoknak van egy életmutatójuk, ami négy szívből áll, amelyekből egyre kevesebb lesz, minél több sebzést kap a játékos. Mikor elvesztik az összes szívüket a játékosok, karakterük szétesik, és pénzt vesztenek. Az érmékből új karaktereket lehet vásárolni, akiket használhat a játékos a Szabad játék módban, vagy lehet még venni tippeket és csalásokat is. Egyes pályákon űrhajókat kell irányítani egy lapos síkon. Minden pályán el van rejtve 10 db, úgynevezett "minikit", amelyből mind a tízet összegyűjtve egy jármű épül meg.
Mikor a játékos elkezdi a játékot, először mindenképpen a Baljós árnyak 1. pályáját kell teljesítenie. Azonban, miután ezt teljesítette, a másik kettő film bármely feloldott pályáját végigjátszhatja.
Ha a játékos teljesíti az összes pályát úgy, hogy összegyűjti minden egyes pályán az előre meghatározott pénzmennyiséget, azzal felold egy bónusz pályát, amely az Egy új remény nyitójelenetéről szól. Ezen a pályán a játszható karakterek egy Darth Vader "prototípus", aki Anakin Skywalker harcolási stílusát használja és egy Rohamosztagos, akinek a mozgása azonos a Klónokéval (ezek közül mindegyik felújításra került a következő játékban).
A háttérzene ugyanaz, mint a Csillagok háborúja filmekben, de mivel a játékot a Sith-ek bosszúja filmzenéje előtt adták ki, az eredeti trilógia filmjeiből használtak zenét e film pályáihoz. A Lego Star Wars: The Complete Saga-ban ezeket a zenéket kicserélték a 3. epizód zenéivel.

### Karakterek
59 játszható karakter van a GBA-verzióban, míg a GameCube, PC, PS2 és Xbox verziókban csak 56. A három hiányzó karakter Gungan, Taszken fosztogató és STAP, bár a Gungan és STAP csak csalásokkal elérhetők. A játszható karakterek valós Lego darabok alapján lettek modellezve, és halálukkor darabokra esnek és pénzt vesztenek. Széles választékban vannak karakterek a játékban, ezek közül mindegyiket úgy lehet feloldani, hogy teljesítünk pályákat vagy megvesszük őket Dexter étkezőjében. A karakterek csoportokra vannak osztva képességeik alapján. Például a Jedik és Sith-ek tudnak duplán ugrani, használni fénykardjaik és uralmuk van az Erő felett, amivel különböző objektumokat tudnak mozgatni vagy ellenfeleket elpusztítani. Darth Maulnak kétvégű fénykardja van, ami megnöveli a védelmét a lézer lövedékek ellen. Jar Jar Binks, Grievous tábornok és a testőre rendelkezik szuper ugrással, amivel el tudnak érni olyan helyeket, ahova a Jedik és a Sith-ek nem tudnak felugrani. Karakterek, mint Padmé Amidala és a klónok, akiknek fegyverük van, azt a fegyvert csáklyakilövőként is tudják használni, hogy elérjenek magasabb területeket. A droidok, mivel fegyvertelenek, tudnak anélkül menni a pályákon, hogy az ellenfelek rátámadnának. A protokolldroidok és az asztrodroidok ki tudnak nyitni speciális ajtókat. Boba Fett és a Fiatal Anakin át tudnak menni szűk helyeken. Minden karakter, kivéve a PK Droid, a Gonk Droid (akiknek az egyetlen képességük az, hogy nem ölik meg őket az ellenségek) és Palpatine, rendelkezik egy különleges képességgel.
A feloldott karaktereket át lehet importálni a játék folytatásába, a Lego Star Wars II: The Original Trilogy-ba egy extrának ("Use old save") köszönhetően, ami 250 000 pénzbe kerül, és e karakterek részei használhatók a karakter készítőben.
Mivel a játék az előzménytrilógiáról szól, Luke Skywalker, Han Solo, Lando Calrissian és más karakterek az eredeti trilógiából nem szerepelnek benne, de szerepelnek a Lego Star Wars II: The Original Trilogy-ban. Azonban, ha a játékos feloldja az Egy új reményről szóló bónusz pályát, Darth Vader, egy rohamosztagos, egy lázadó harcos és Leia hercegnő játszhatóvá válik. Csubakka, Obi-Wan Kenobi, Yoda, C-3PO és R2-D2, akik szerepelnek az eredeti trilógiában, szerepelnek ebben a játékban, mivel az előzménytrilógiában is szerepelnek.

### Szabad játék mód
Miután egy nem járműves pálya teljesítve lett Sztori módban, a játékos újra tudja azt játszani Szabad játék módban. Ebben a módban a játékosok tudnak játszani bármelyik feloldott karakterrel, amely mellé a program még további karaktereket választ ki a képességeik szerint. A játékos bármikor tud váltani a kiválasztott karakterek között, hogy elérjen helyeket, melyeket nem tudott Sztori módban és megszerezzen rejtett extrákat. Játékjelenetek nincsenek ebben a módban.

### Dexter étkezője
Dexter étkezője az a hely, ahol a játékos kiválaszthatja, melyik pályára szeretne menni, vagy ki tud innen menni a Parkolóba, hogy megnézze a járműveket, amiket a minikitekből épített össze. Gyakran vannak a Parkolóban csaták az ott járkáló karakterek között. Benn az étkezőben a bárpultnál van egy számláló, ami a játékban eltöltött időt számolja, és itt lehet vásárolni karaktereket, járműveket, extrákat vagy akár tippeket a pályákon összegyűjtött pénzért, vagy lehet kódokat beírni, amikkel más extrákat lehet feloldani.

### Game Boy Advance verzió
A Game Boy Advance verzió sokkal másabb, mint a konzol verzió. Izometrikus távlatból kell itt játszani maximum egy játékosnak, aki egy karaktert irányít 15 közül a sztorin keresztül, és közben harcol az ellenfeleivel, teljesít feladatokat és eljut egyik helyről a másikra. A pályák nem egyformán vannak elosztva a három Epizód között: a 2. epizódnak van a legkevesebb pályája. Minden pálya több szekcióra van bontva, amelyek ellenőrzési helyként szolgálnak, ahol ha meghal a karakter, ugyanonnan folytathatja, és a játékosoknak hosszabb életsávjuk van. Minden karakternek van egy speciális képessége, amit annak függvényében tud használni, hogy az állóképesség mérője mennyire töltődött fel (ez a konzolos verzióban nem található meg). Vannak Jawák is a pályákon, akik élet és állóképesség fejlesztéseket tudnak adni, illetve egy karbantartó droid, ami meg tudja menteni a játékost a halálból egyszer. Minden főellenségnek van fénykardja, és nagyon erős gombnyomogatást igényel a győzelem, főleg ha a játékosok csak fénykardcsatákat tudnak vívni, amit mindenképpen meg kell nyerniük, hogy extra sebzést okozzanak. Más karaktereknek különböző támadási képességeik vannak, amik nincsenek a konzolos verzióban, például pisztolyos karakterek tudnak felhúzott lövéseket lőni, és az asztrodroidok le tudnak tenni proton aknákat, amik megsebzik az ellenfeleket, ha érintkeznek vele. A játékosok ösztönözve vannak, hogy használják más karakterek képességeit Szabad játék módban, hogy felfedezzenek titkos területeket és megtalálják a Halálcsillag terveket, amik a minikiteket helyettesítik. A játékosok minden pálya végén meg vannak jutalmazva az alapján, hogy hány ellenséget győztek le, mennyi lövedéket hárítottak el, mennyi pénzt gyűjtöttek és hány Halálcsillag tervet találtak.

## Cselekmény
A játék cselekménye a Baljós árnyak, A klónok támadása és A Sith-ek bosszúja humorral töltött újramesélése, emellett van benne még egy bónusz pálya is az Egy új remény nyitójelenetéből, a Tantive IV-ben, Darth Vader szemszögéből.

## Fejlesztés
2003-ban a Traveller’s Tales elkezdte a munkát a játékon a Lego Interactive segítségével, aki ki adta volna a játékot. Miután a Lego Interactive megszűnt 2004-ben, egy kis csoportja a korábbi Lego Interactive alkalmazottaknak megalapították a saját kiadó vállalkozásuk, a Giant Interactive Entertainmentet, és kiadták a Lego Star Wars: The Video Game-et. A játék nagy sikere után a Traveller’s Tales megvette a Giant-et, és átnevezte TT Games Publishingra.

## Fogadtatás
| Összegzőoldal | Értékelés | Értékelés | Értékelés | Értékelés | Értékelés |
| Összegzőoldal | GBA       | GC        | PC        | PS2       | Xbox      |
| ------------- | --------- | --------- | --------- | --------- | --------- |
| Metacritic    | 75/100    | 79/100    | 77/100    | 78/100    | 76/100    |

| Szerző         | Értékelés       | Értékelés       | Értékelés | Értékelés       | Értékelés       |
| Szerző         | GBA             | GC              | PC        | PS2             | Xbox            |
| -------------- | --------------- | --------------- | --------- | --------------- | --------------- |
| Game Informer  | N/A             | 7,5/10[forrás?] | N/A       | 7,5/10[forrás?] | 7,5/10[forrás?] |
| GameSpot       | 7,5/10          | 7,6/10          | 7,6/10    | 7,6/10          | 7,6/10          |
| GameSpy        | N/A             | 4,5/5           | 4,5/5     | 4,5/5           | 4,5/5           |
| IGN            | 8/10            | 8/10            | 7,8/10    | 8/10            | 8/10            |
| Nintendo Power | 6,4/10[forrás?] | 6,5/10[forrás?] | N/A       | N/A             | N/A             |
| OPM (US)       | N/A             | N/A             | N/A       | 80/100[forrás?] | N/A             |
| PSM            | N/A             | N/A             | N/A       | 70/100[forrás?] | N/A             |

A játék általában pozitív kritikákat kapott. A PC verzió 77/100 pontot kapott a Metacritic-től és folyamatosan magas pozícióban maradt eladások alapján az Egyesült Királyságban 2005 májusában.
Ez volt a 13. legkelendőbb játék 2005-ben. Számok alapján, melyeket a The NPD Group adott ki, a PlayStation 2 verzió a tizedik legkelendőbb volt 2005-ben. Világszerte 3,3 millió másolatot adtak el 2006 márciusáig és 6,7 milliót 2009 májusáig. Az Egyesült Államokban a játék Game Boy Advance verziójából 580 000 másolat, és ez 17 millió $ bevételt hozott 2006 augusztusáig. A 2000. január és 2006. augusztus közötti periódusban ez volt a 49. legtöbbször eladott játék Game Boy Advance-ra, Nintendo DS-re vagy PlayStation Portable-re az USA-ban.
A játék PlayStation 2 verziója megnyerte a "Dupla Platinum" eladási díjat az ELSPA-tól, jelezve, hogy legalább 600 000 másolat elkelt az Egyesült Királyságban. 2006 júliusáig a PlayStation 2 verzióból már 1 millió másolat elkelt és 34 millió $ bevételt hozott az Egyesült Államokban. A Next Generation című magazin az 54. legmagasabb eladású játéknak rangsorolta a játékot PlayStation 2-re, Xboxra vagy GameCube-ra 2000. január és 2006. július között az USA-ban.
Egyike volt a Legkelendőbb PS2 játékoknak azzal, hogy több, mint a négy ötödét PlayStation 2-re adták el.
Az IGN 8-ra értékelte 10-ből, mondva, "Ha egy szülő vagy, a LEGO Star Wars: The Video Game a gyermeked születésnapi listájának elején kell, hogy legyen. Minden megvan benne, ami egy család centrikus játéknak kell: van egyénisége, kirakósai, kétszemélyes mód, újrajátszási érték, alacsony erőszak, hiány frusztráló nehézségből, és mindenekelőtt, van benne Darth Vader. És ez teszi élvezhetővé felnőtteknek egyaránt, mivel nézzünk szembe a tényekkel; Darth Vader mindent jobbá tesz – ez egy tény."

## Folytatások
A játék folytatása, a Lego Star Wars II: The Original Trilogy, ami a 4-6. részekről szól, 2006-ban jelent meg. Az első két rész kompilációjaként, 2007-ben jelent meg a Lego Star Wars: The Complete Saga. A klónok háborújáról szóló, Lego Star Wars III: The Clone Wars-ot 2011-ben adták ki. A Lego Star Wars: The Force Awakens-t, ami Az ébredő Erőről és az azt megelőző időszakról szól, 2016 nyarán adták ki. A mind a kilenc fő filmet magában foglaló Lego Star Wars: The Skywalker Saga 2022-ben jelent meg.

## Fordítás
- Ez a szócikk részben vagy egészben  a   Lego Star Wars: The Video Game című angol Wikipédia-szócikk ezen változatának fordításán alapul.  Az eredeti cikk szerkesztőit annak laptörténete sorolja fel. Ez a jelzés csupán a megfogalmazás eredetét és a szerzői jogokat jelzi, nem szolgál a cikkben szereplő információk forrásmegjelöléseként.